# Ermita del Santísimo Cristo del Prado
La ermita del Santísimo Cristo del Prado es un pequeño templo religioso situado en Madridejos, provincia de Toledo (Comunidad Autónoma de Castilla-La Mancha, España).

## Historia
La primera construcción fue un humilladero situado en el paraje de Prado Viejo, al cual acudían los pastores alrededor del siglo XVI, pero a raíz de un milagro acaecido a uno de ellos, Joaquín Guerra, levantaron la ermita actual, que data de 1660, más cerca del centro del pueblo.

## Arquitectura
La ermita es de estilo churrigueresco y se trata de una construcción grande y bien adornada. También cuenta con aspectos de estilo renacentista con influencias mudéjares. Su fachada principal destaca por su sencillez y elegancia, con una puerta de acceso de arco de medio punto y una pequeña campana en lo alto del edificio.
Destaca en su interior la reja monumental del siglo XVIII, así como la baranda del coro y las pinturas de la cúpula. Posee dos puertas, siendo la orientada hacia el paseo la principal, actualmente rehabilitada. También destaca la imagen del Cristo del Prado, una escultura de gran belleza y realismo que representa a Jesucristo en su pasión y sufrimiento.